# الزرة (إب)
الزره هي إحدى قرى الجمهورية اليمنية. وهي تتبع جغرافيًا لمحافظة إب. وإداريًا لمديرية العدين. يبلغ تعداد سكانها 957 نسمة حسب الإحصاء الذي جرى عام 2004.